# Jörg Berger
Jörg Berger (Gotenhafen, 13 oktober 1944 – Duisburg, 23 juni 2010) was een (Oost-)Duitse voetbaltrainer en voormalig speler.

## Carrière als speler
Berger groeide op in Leipzig, waar hij al snel bekendstond als een getalenteerde voetballer. Hij speelde een aantal jaren voor Lokomotive Leipzig, maar moest in 1970 zijn carrière beëindigen vanwege een zware spierblessure.

## Carrière als trainer
Nadat hij jeugdtrainer was geweest bij Lokomotive Leipzig en Carl Zeiss Jena, kwam hij in 1974 terecht bij Chemie Halle, waar hij ook jeugdtrainer werd. Nadat hij twee jaar voor deze club gewerkt had, moest hij zich in 1976 melden bij de Oost-Duitse voetbalbond DFV. Hij kreeg te horen dat men bij de bond zeer tevreden was over zijn werk en dat hij bondscoach van de DDR onder 18 mocht worden. Berger ging akkoord en speelde een aantal interlands met zijn nieuwe ploeg. Tijdens een interland tegen Turkije vluchtten er twee spelers naar West-Duitsland. Intussen was Berger gescheiden van zijn vrouw en op 16 december 1976 moest zijn ploeg tegen West-Duitsland spelen. Berger moest zijn twee beste spelers thuislaten, omdat zij familie in het Westen hadden wonen. Na de laatste training voor deze wedstrijd kreeg hij te horen dat hij zelf ook niet mee mocht, omdat men bang was dat Berger zou vluchten. Tijdens een overleg met twee officieren van de Stasi werd duidelijk dat de geheime dienst erachter was gekomen dat hij wilde gaan scheiden. Volgens de Stasi leverde zo'n situatie een hoger vluchtrisico op. Ze probeerden Berger te dwingen om voor het ministerie te komen werken, maar hij weigerde. Vervolgens mocht hij geen enkele keer meer mee als zijn ploeg in het Westen speelde.
Oost-Duitsland verloor een playoff-wedstrijd tegen Griekenland en plaatste zich daardoor niet voor het EK onder 18. De voorzitter van de bond was woedend en zei tegen Berger dat hij maar snel weer moest trouwen, zodat hij weer naar het Westen mocht reizen, zodat hij de volgende keer mee mocht als zijn ploeg tegen een land als Griekenland speelde. Uit het gesprek dat Berger had met de voetbalbond, bleek dat men wist dat hij intussen weer een vriendin had, terwijl hij dacht dat niemand dit wist. Hij werd jarenlang in de gaten gehouden door de Stasi en begon na te denken over een vluchtpoging.
In 1978 kreeg Berger promotie, hij werd bondscoach van jong Oost-Duitsland. Begin 1979 speelde zijn nieuwe ploeg een uitwedstrijd tegen Joegoslavië en Berger mocht mee, terwijl hij dit eigenlijk niet had verwacht. Joegoslavië had een open grens naar het Westen en Berger vond dit een ideale kans om te vluchten. 's Nachts vluchtte hij uit zijn hotel en nam hij de trein naar Belgrado, waar hij naar de West-Duitse ambassade ging. Daar kreeg hij te horen dat hij in groot gevaar was, omdat hij intussen in heel Joegoslavië gezocht werd. Hij vertrok naar Frankfurt, maar ook daar werd hij in de gaten gehouden door de Stasi.
Berger begon aan een cursus en haalde zijn West-Duitse trainersdiploma. Regelmatig werd hij bedreigd en gesaboteerd  door mensen van de Stasi, maar hij besloot zich er niets van aan te trekken. Na een paar jaar kwam hij in het ziekenhuis te liggen en later bleek dat hij vergiftigd was, mogelijk ook door de Stasi. In 1979 vervolgde Berger zijn trainersloopbaan, hij werd coach van SV Darmstadt. Vervolgens kwam hij terecht bij veel verschillende clubs, waar hij indruk maakte. Hij kwam bekend te staan als goede motivator die vooral de kleinere clubs goed op gang kon helpen. In 1989 viel de Berlijnse Muur en was Berger eindelijk vrij. Hij was op dat moment coach van Eintracht Frankfurt, waarmee hij in 1990 als derde eindigde in de Bundesliga. In 1996 haalde hij nogmaals de derde plaats, deze keer met Schalke 04. Na dat seizoen vertrok hij uit Gelsenkirchen. Hij werd vervangen door Huub Stevens, die in 1997 de UEFA Cup won met de ploeg. Daarna was Berger nog coach van FC Basel, Karlsruher SC, nogmaals Eintracht Frankfurt, Bursaspor, Alemannia Aachen, Hansa Rostock en Arminia Bielefeld. Met Alemannia Aachen speelde hij in de Tweede Divisie, maar haalde hij in 2004 wel de finale van de Duitse beker.
In 2002 werd bij Berger darmkanker geconstateerd, waarvoor hij een operatie onderging. In 2005 werden uitzaaiingen in de lever geconstateerd. Ook hiervoor onderging hij een operatie. In november 2008 onderging Berger ook chemotherapie. Uiteindelijk overleed hij in juni 2010 op 65-jarige leeftijd aan de gevolgen van darmkanker.